# Unmanned Carrier Launched Airborne Surveillance and Strike
Unmanned Carrier Launched Airborne Surveillance and Strike (UCLASS) ist ein Beschaffungsprogramm der US Navy. Gegenstand des Beschaffungsvorhabens ist ein trägergestütztes unbemanntes Flugsystem mit ISR- und Angriffsfähigkeiten mit Stealtheigenschaften. Viele der Technologien wurden und werden im Rahmen des UCAS-D-Programmes erprobt. Im März 2013 kündigte die US Navy an, die Entwicklung von vier Prototypen zu finanzieren. Im Jahr 2016, nach Fertigstellung der Prototypen, soll die Auswahl der endgültigen Lösung erfolgen. Allerdings wurden die Anforderungen bezüglich Signatur, Reichweite (Luftbetankung) und Nutzlast aus Kostengründen inzwischen so stark reduziert, dass die Kritik an dem Nutzen eines solchen Fluggerätes wächst. Zuletzt wurde der Fokus verstärkt auf lange Flugzeiten in nur leicht verteidigtem Luftraum gelegt. Dies erfordert eine grundlegend andere Flugzeugauslegung, was zu Verstimmungen bei den Industrieunternehmen führte, die beträchtliche Eigenmittel in Vorstudien und die Entwicklung von Prototypen investiert hatten. Unverändert blieb jedoch die Forderung, von einem Flugzeugträger aus zu starten und in 600 NM (1.100 km) eine Aufklärungsmission zu fliegen.
Im August 2013 erhielten die folgenden Firmen einen Vertrag für eine Vorentwurfsstudie:
- Northrop Grumman mit einer Weiterentwicklung der X-47B Pegasus
- Lockheed Martin mit der Sea Ghost
- General Atomics mit einem Derivat der Avenger, bezeichnet als Sea Avenger
- Boeing mit einer Weiterentwicklung der Boeing Phantom Ray

Mitte 2015 vergab das US-Verteidigungsministerium die Bezeichnung RAQ-25A für den zukünftigen Gewinner des Programms, änderte diese aber im März 2016 in MQ-25 Stingray. Im August 2018 gewann Boeing die Ausschreibung und erhielt den Auftrag, die MQ-25A Stingray zur Serienreife zu entwickeln.